# فرودگاه تور لیک
فرودگاه تور لیک (به انگلیسی: Thor Lake Aerodrome) یک فرودگاه خصوصی است که یک باند فرود شن دارد. این فرودگاه در کشور کانادا قرار دارد .